# Gerásimos Markorás
Gerásimos Markorás, en grec moderne : Γεράσιμος Μαρκοράς (1826-1911), est un poète grec. Élève du poète national Dionýsios Solomós, il fait partie des poètes de Solomós de l'école de l'Heptanèse.

## Biographie
Il est né sur l'île de  Céphalonie en Grèce. Il est le fils du juge et érudit corfiote Georgíos Markorá et de Marína Vlasopoúlou. Il suit son éducation à Corfou et à l'âge de 23 ans, il part pour l'Italie et étudie le droit. Il poursuit ses études à l'Académie ionienne où il obtient son diplôme et son doctorat. 
Malgré ses études de droit, il se consacre à la poésie. En 1864, il écrit l'Hymne royal grec qui est mis en musique par Nikólaos Mántzaros. En 1875, il publie son premier poème intitulé Serment (Όρκος). En 1890, il publie son premier recueil de poèmes sous le titre Œuvres poétiques (Ποιητικά Έργα), qui l'établit comme poète en Grèce et comprend le poème Serment. En 1898, il publie Petits voyages (). 
Influencé par son professeur, dans ses poèmes, il est mélodique, narratif et manipule habilement le démotique. Il est un amoureux de la nature et un patriote, ce qui influence fortement sa poésie. Avec Jean Psichari, Kostís Palamás, Andrés Karkavítsas (el) et Iákovos Polylás, il contribue à l'introduction de la poésie démotique et à la renaissance des lettres grecques modernes.
En 1854, il épouse la fille du sénateur comte Anthony Dusmani, Dusmani Catherine, qui meurt prématurément, en 1870, et Gerásimos Markorás passe le reste de sa vie en compagnie de sa sœur. Il se bat pour l'Union des îles Ioniennes et publie anonymement des satires politiques.
Gerásimos Markorás meurt à Corfou le 28 août 1911.